# Quos vult Iupiter perdere, dementat prius
 Quos vult Iupiter perdere, dementat prius  лат. (изговор:  квос вулт јупитер пердере, дементат пријус). Онима које хоће да упропасти, Јупитер прво одузме памет.(Еурипид)

## Поријекло изреке
Ову изреку је изрекао у 5 вијеку прије нове ере велики   грчки  писац  драма Еурипид.

## Изрека другачије
Quem dues perdere vult, primum dementat  лат. (изговор:  квем деус пердере вулт, примум дементат). Кога бог жели уништити прво му одузме памет.

## Тумачење
Изрека каже да , посебно тиране, правда достиже  када им Бог одузме памет. Изрека говори индиректно и да је памет најважнији човјеков квалитет. (лудило, највећа казна)